# Bolboleaus ingens
Bolboleaus ingens là một loài bọ cánh cứng trong họ Geotrupidae. Loài này được miêu tả khoa học năm 1888 bởi Macleay.